# Merry-la-Vallée
Merry-la-Vallée település Franciaországban, Yonne megyében. Lakosainak száma 361 fő (2022. január 1.). Merry-la-Vallée Beauvoir, Égleny, Parly, Le Val-d'Ocre, Toucy és Villiers-Saint-Benoît községekkel határos.

## Népesség
A település népességének változása:
| Lakosok száma | 403  | 386  | 376  | 374  | 371  | 367  | 364  | 361  |
|               | 2013 | 2015 | 2017 | 2018 | 2019 | 2020 | 2021 | 2022 |